# 梶原仲治

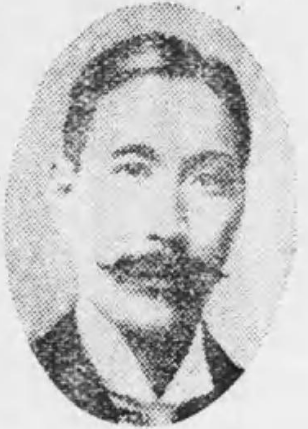
梶原 仲治

梶原 仲治（かじわら なかじ、明治4年7月6日（1871年8月21日） - 昭和14年（1939年）1月6日）は日本の銀行家。東京府平民。外孫に作家で元暴力団員の安部譲二がいる。

## 経歴
山形県吹浦村生まれ、北海道出身。梶原兵吉の弟。
1897年に東京帝国大学法科大学卒業。日本銀行入行。
1918年3月日本銀行辞職。同年横浜正金銀行取締役就任、副頭取就任。1919年、横浜正金銀行頭取就任。1922年10月、日本勧業銀行総裁。以後東京株式取引所理事長、日本産業協会理事、日本陶磁器工業組合連合会理事長、工業組合中央会理事長を歴任。昭和14年1月6日没。墓所は東京都港区の青松寺。

## 栄典
- 1920年（大正9年）11月1日 - 勲五等双光旭日章[7]
- 1930年（昭和5年）12月5日 - 帝都復興記念章[8]

## 家族・親族

### 梶原家
- 妻・ムメ[3]（ウメ[4]）（東京府士族、島田乙駒姉[3]）

明治17年（1884年）12月生 - 没
安部譲二によれば「このウメ祖母さまとは、戦争中ずっと一緒に過ごしたので、僕はよく覚えています。華奢だけど、とてもフットワークのいい、すっきりして垢抜けた婆様で、一番小さな孫だった僕にとても優しくしてくれました。」という 。
- 男・正治[3]
- 女・春枝[3]（法学博士岸清一長男偉一に嫁す[3]）

明治37年（1904年）9月生 - 没
- 女・玉枝[3]（安部正夫に嫁す[4]）

明治40年（1907年）8月生 - 没